# しのぎけい
しのぎ けいは、日本の漫画家・同人作家。
旧ペンネームは篠木 圭（読み方同じ）。

## 経歴
ひよひよ作品には『キディ・グレイド リバース』（2002年 - 2003年、角川書店）から参加。巻末のスタッフロールには「EF Assist」として記載されている。
個人での商業誌での発表は2008年3月時点ではまだない。商業的な活動はコアマガジン発行の単行本に「ゲスト原稿」として寄稿しているのみである。
同人サークル『わがし屋』にて共同執筆している。

## 作品リスト

### 商業誌
篠木圭名義
- Free As A Bird（2001年、ひよひよ著、コアマガジン） - 寄稿

### 同人誌
篠木圭名義
- ほたるの破瓜（2001年、かしわ屋）

しのぎけい名義
- Kiddy Grade ABH（2002年、かしわ屋）
- 武装錬金-妖艶-（2003年、かしわ屋）
- 武装錬金-合体-（2007年、わがし屋）

## 関連人物
- ひよひよ